# Arborimus
Genre
Arborimus est un genre de rongeurs de la famille des Cricétidés.

## Liste des espèces
Selon Mammal Species of the World (version 3, 2005)  (12 mars 2016) et ITIS (12 mars 2016) :
- Arborimus albipes (Merriam, 1901)
- Arborimus longicaudus (True, 1890)
- Arborimus pomo Johnson et George, 1991